# Uniwersytet Sztuki Stosowanej w Wiedniu
Uniwersytet Sztuki Stosowanej w Wiedniu (niem. Universität für angewandte Kunst Wien) – austriacka uczelnia publiczna.
Uczelnia została założona w 1867 roku jako Cesarsko-Królewska Szkoła Rzemiosła Artystycznego (k.k. Kunstgewerbeschule). Szkoła blisko współpracowała z Cesarsko-Królewskim Austriackim Muzeum Sztuki i Przemysłu (k. k. Österreichisches Museum für Kunst und Industrie) obecnie Muzeum Sztuki Użytkowej w Wiedniu (Museum für angewandte Kunst – MAK), założonym w 1863 roku na wzór South Kensington Museum w Londynie.
Główny budynek szkoły, zaprojektowany przez Heinricha von Ferstela, został uroczyście otwarty w 1877 roku. Szkoła od początku dopuściła do nauki dziewczęta.
Jednym z pierwszych absolwentów uczelni był Gustav Klimt. W późniejszym czasie wykładowcami i studentami byli m.in. Koloman Moser, Josef Hoffmann, Alfred Roller i Oskar Kokoschka.
W czasie dominacji narodowego socjalizmu uczelnia podlegała Izbie Kultury Rzeszy (Reichskammer der bildenden Künste), wielu studentów i wykładowców zostało z niej wówczas wykluczonych. Działał na niej Paul Kirnig, którego grafiki były wykorzystywane do celów propagandowych. Uczelnia uzyskała wówczas status Wyższej Szkoły Rzeszy (Reichshochschule für angewandte Kunst in Wien).
Po 1945 roku uczelnia przyjęła nazwę Hochschule für angewandte Kunst (Wyższa Szkoła Sztuki Stosowanej), w latach 1948–1971 funkcjonowała jako Akademie für angewandte Kunst (Akademia Sztuki Stosowanej), potem wróciła do nazwy Szkoła Wyższa, a w 1999 uzyskała status uniwersytetu i obecną nazwę.
W skład uczelni wchodzą następujące jednostki administracyjne:
- Instytut Architektury
- Instytut Sztuki i Społeczeństwa
- Instytut Sztuki i Technologii
- Instytut Nauk o Sztuce i Edukacji Artystycznej
- Instytut Wzornictwa
- Instytut Sztuk Wizualnych i Medialnych
- Instytut Sztuki Literackiej
- Instytut Restauracji i Konserwacji Zabytków